# Popolni dnevi
Popolni dnevi (originalno angleško Perfect Days) je japonski-nemški dramski film iz leta 2023, ki ga je režiral Wim Wenders in zanj napisal scenarij skupaj s Takumo Takasakijem. Posnet je v japonsko-nemški koprodukciji in prikazuje dnevno rutino življenja Hirajame (Kodži Jakušo), čistilca javnih stranišč v Tokiu. Prvotno je Wenders prišel na Japonsko z namenom posneti kratki dokumentarni film o projektu 17 javnih stranišč v okrožju Šibuja, toda v enakem času 17 snemalnih dni in brez pripravljenega scenarija je posnel igrani celovečerni film. Minimalistični filmski slog se zgleduje po japonskem režiserju Jasudžiru Ozuju, tudi ime glavnega junaka je enako kot v več Ozujevih filmih (Tokijska zgodba, Jesensko popoldne).
Film je bil premierno prikazan 25. maja 2023 na Filmskem festivalu v Cannesu, kjer se je potegoval za zlato palmo, osvojil pa nagradi ekumenske žirije in za glavno moško vlogo (Jakušo). Kot prvi film tujega režiserja je bil izbran za japonskega kandidata za oskarja za najboljši mednarodni celovečerni film za 97. podelitev oskarjev.

## Vloge
- Kodži Jakušo kot Hirajama
- Tokio Emoto kot Takaši
- Arisa Nakano kot Niko
- Aoi Jamada kot Aja
- Jumi Aso kot Keiko
- Sajuri Išikava kot Mama
- Tomokazu Miura kot Tomojama
- Min Tanaka kot brezdomec[1]
- Wim Wenders kot stranka v glasbeni trgovini